# 長期ロード
長期ロード（ちょうきロード）は、プロスポーツにおいて長い間、ホームを離れビジターや地方での主催試合が続くこと。
一般的には全国高等学校野球選手権大会の開催により、約3週間程度本拠地の阪神甲子園球場を離れる阪神タイガースが「死のロード」として有名。

## 主たる事例
- 読売ジャイアンツ　東京ドームで行われる社会人野球の黒獅子旗・都市対抗大会を優先するため（日本ハムファイターズも本拠地を北海道（札幌ドーム）に移転する前に同じ事例があった）。
- 東京ヤクルトスワローズ　明治神宮野球場を主会場とする東京六大学野球連盟と東都大学野球連盟（特に春季）公式戦を優先する日程の都合上による。特に週末の地方遠征が多い。
- 阪神タイガース　阪神甲子園球場での春季の選抜高等学校野球大会と夏季の全国高等学校野球選手権大会を優先するため。
- 広島東洋カープ　特に春季〜夏季に県内レベルのアマチュア野球大会（JABA広島大会など）がマツダスタジアムで行われるため。ただし、球団が指定管理者となっていることや、全面天然芝であることによる芝生の保護・管理の都合から全国高等学校野球選手権広島大会での使用が最小限に抑えられるなど、旧広島市民球場時代とは異なり、ある程度の範囲で球団の使用が優先されるようになっている。
- 埼玉西武ライオンズ　西武ドームで行われる国際バラとガーデニングショウを優先するため。過去には全国高等学校野球選手権埼玉県大会も優先していた。

上記のように、セントラル・リーグ所属の6球団のうち、4球団で長期ロードを組まざるを得ない事情が存在するため、残る横浜DeNAベイスターズと中日ドラゴンズでもシーズン中に最低1度は2〜3週間程度、意図的に専用球場を使用しない日程編成を行って均衡を図っている。両球団とも、セ・パ交流戦やオールスターゲームの休みも絡めて、専用球場を使用しない日程を組むことが多く、例としてDeNAは2012年に6月12日から7月2日まで横浜スタジアムでの主催試合の予定を全く組まなかった（ただし、交流戦の雨天順延の1試合の開催はあり）。中日も2013年に6月10日から7月2日までナゴヤドームでの主催試合を全く組まなかった。
なお、現在のセ・リーグでは、セ・パ交流戦の前後を除いて長期、長期ロードの最中であっても途中に地方あるいはサブフンチャイズでの主催試合を挟むことで、ビジターカードが4カード以上なるべく連続しないように日程が調整されている。ただし、2020年は東京オリンピック開催の関係で、例外的にDeNAが2回、4カード連続ビジターカードが組まれた（うち1回はセ・パ交流戦最終2カードとリーグ戦再開後2カード）。2023年は広島でのサミット開催のため、広島は4カード連続ビジターカードが組まれた。

## 2011年の東日本大震災に伴う長期ロード
2011年3月11日に発生した東日本大震災により、本拠地の宮城球場が被災した東北楽天ゴールデンイーグルスに加え、震災に伴う電力不足の影響で東京ドームを使用できなくなった巨人と西武ドームを使用できなくなった埼玉西武ライオンズの3球団は、開幕から1か月近く長期ロードを強いられることになった。
- 巨人
  - 4月12日〜5月1日
  - 山口県（宇部市野球場）および福岡県（北九州市民球場）での主催試合を含む。
- 西武
  - 4月12日〜5月1日
  - 滋賀県（皇子山球場）での主催試合を含む。
- 楽天
  - 4月12日〜4月27日
  - 兵庫県（阪神甲子園球場およびほっともっとフィールド神戸）での主催試合を含む。